# Гіпертрофія

На фотографії показана форма нормальної, гіперплазійної та гіпертрофічної клітин

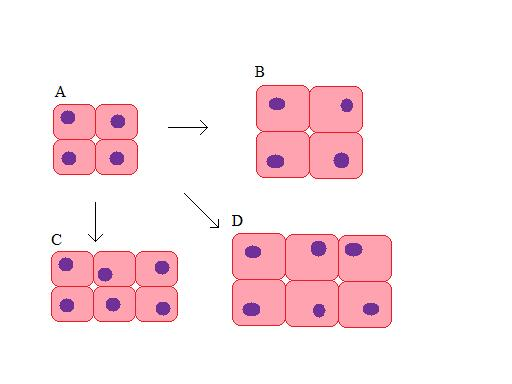
Нормальна клітина (А), гіпертрофічна клітина (В), гіперплазійна (С) їх комбінація (D)

Гіпертрофія (від грец. ὑπέρ — «надмірно», «понад норму» і ροφή — «живлення») — це збільшення розмірів клітини, тканини, неклітинних структур чи органа за рахунок збільшення тих елементів, які в ньому знаходяться. Гіпетрофія часто поєднується із гіперплазією (надмірна кількість клітин). Наприклад, при виконанні фізичних вправ поєднується гіперплазія і гіпетрофія, що призводить до збільшення мʼязової маси. Збільшення розміру клітини пов'язане із накопиченням протеїну в клітинних складових (плазматична мембрана, ЕПР, міофілеманти, мітохондрії тощо).
В нормі, кожна клітина має свій розмір, але через негативний вплив навколишнього середовища відбуваються зміни в організмі, тобто організм адаптується. Внаслідок такої адаптації клітина збільшується у розмірах через надмірне живлення. Проте клітина не може повернутися до колишніх, нормальних розмірів. Це пояснюється тим, що зміни, які вже відбулися мають стійкий характер і клітина вже не зменшиться. При збільшенні розмірів клітини збільшуються і її органели. Наприклад, мітоходрія, яка починає виробляти більше АТФ.

## Види
Гіпертрофія буває 3 видів:
1. Фізіологічна — характеризується гіпертрофією клітин внаслідок надмірних навантажень, наприклад при виконанні фізичних навантажень скелетні м'язи збільшуються у своїх розмірах[4]; іншим прикладом є фізіологічна гіпертрофія, яка перебуває під впливом гормональної стимуляції. При вагітності розміри матки поступово збільшуються, це пояснюється діяльністю на посмуговані м'зові клітини міометрію гормону естрогену[7];
2. Компенсуюча — виникає в тому випадку, коли одні клітини роблять роботу інших клітин, які не можуть виконувати своєї функції. Наприклад, якщо не функціонує або видалена одна нирка, то інша буде функціонувати за обох;
3. Патологічна — являє собою реакцію клітин на ту чи іншу хворобу. Наприклад, міокард потовщується при артеріальній гіпертензії.

## Гіпертрофії різних органів
- Гіперплазія ендометрія
- Гіпертрофія лівого шлуночка
- Гіпетрофія скелетних м'язів
- Доброякісна гіперплазія передміхурової залози
- Гіперплазія молочних залоз